# Домова церква Казанської Ікони Божої Матері при Архієрейському будинку (Новочеркаськ)
Домова церква Казанської Ікони Божої Матері при Архієрейському будинку (рос. Домовая церковь Казанской иконы Божией Матери при Архиерейском доме) — церква при Архієрейському будинку в місті Новочеркаську Ростовської області (Росія). 
Адреса храму: Росія, Ростовська область, м. Новочеркаськ, Платовский проспект, 43.

## Історія
5 квітня 1829 року в місті Новочеркаську була створена самостійна второклассная Донська єпархія з місцеперебуванням архієрея в місті Новочеркаську. З цього часу Новочеркаськ став єпархіальним містом. Для розміщення архієрея було необхідно відповідну будівлю. Для цього в 1830 році у протопопа Мерхалева був куплений дерев'яний будинок, що стоїть на нинішній площі Єрмака у Вознесенського Військового собору. До будівлі була прибудована дерев'яна хрестова церква в ім'я Казанської ікони Божої Матері. Для перебування архієрея зі штатом і консисторією в 1831 році в місті на Соборній площі було розпочато будівництво цегельного двоповерхового Архієрейського будинку. Будівництво було закінчено в 1834 році. У новому архієрейському будинку на другому поверсі була облаштована і освячена хрестова церква в ім'я Казанської ікони Божої Матері з приділом з правого боку в ім'я Преображення Господнього. Чин освячення церкви провів архієпископ Новочеркаський і Георгіївський Афанасій.
В архієрейському будинку працювало необхідне число служителів із селян економічного відомства. В новому храмі був зроблений підземний хід з південної подалтарной частини Собору в колишню будівлю Архієрейського будинку (нині Будинок офіцерів), за яким Донські Архіпастирі могли при необхідності (наприклад, при скупченні народу або військ на соборній площі) вільно пройти у вівтарну частину храму. Церква функціонувала до 1918 року.
Після жовтневого перевороту і встановлення в краї радянської влади в місті почалися репресії духовенства. 25 лютого 1918 року в Новочеркаську був заарештований архієпископ Митрофан. Його звинуватили в підтримці козацького уряду. Через 10 днів архієрея визнали невинним і звільнили. 25 лютого піддали домашнього арешту єпископа Єрмогена. Після звільнення архієрея він переховувався, побоюючись розправи. Влади друкували і розповсюджували антицерковные листівки, в яких називали церковнослужителів «посібниками гноблення народу». Православні храми піддавалися розгарбувань. 
У ці роки архієпископ Митрофан писав Патріарху Тихону про розграбування хрестової церкви Донського архієрейського будинку: 
|  | «З цього храму розбійники забрали дві дароносиці з запасними Святими Дарами, звездицу, два антидорных страви і зламали всі гуртки. Покриви на престолі Преображенського вівтаря були розірвані. Судини зі святим миром були розбиті. Розлите Миро і розтоптана ногами по підлозі в ризниці, у вівтарі і церкви. Частинки св. мощей були розкидані і залиті святим миром». |

В даний час в будівлі архієрейського будинку розміщується Новочеркаський військовий гарнізонний суд.